# Stage Beauty
Pour plus de détails, voir Fiche technique et Distribution.
Stage Beauty, ou Belle de scène au Québec, est un film de Richard Eyre sorti en 2004 dans les salles britanniques et américaines, et le 2 mars 2005 en France.

## Synopsis
En 1660, Edward « Ned » Kynaston est considéré comme l'un des plus grands acteurs de son époque. Il s'est fait des rôles féminins une spécialité (à cette époque, le théâtre était interdit aux femmes). Poussé par sa maîtresse, le roi Charles II décide d'autoriser la scène à toute la gent féminine. Maria, l'habilleuse de Ned Kynaston, qui est aussi secrètement amoureuse de lui, décide de monter sur les planches, ce qui n'est pas du tout du goût de Kynaston.

## Fiche technique
- Titre : Stage Beauty
- Titre québécois : Belle de scène
- Réalisation : Richard Eyre
- Scénario : Jeffrey Hatcher
- Photo : Andrew Dunn
- Musique : George Fenton
- Production : Robert De Niro, Jane Rosenthal et Hardy Justice
- Pays :  États-Unis et  Royaume-Uni
- Langue : anglais
- Genre : drame
- Durée : 110 minutes
- Date de sortie : France 2 mars 2005

## Distribution
Légende : Version Française = VF[réf. nécessaire] et Version Québécoise = VQ
- Billy Crudup (VF : Fabrice Josso ; VQ : François Godin) : Ned Kynaston
- Claire Danes (VF : Barbara Kelsch ; VQ : Aline Pinsonneault) : Maria/Margaret Hughes
- Rupert Everett (VF : Thibault de Montalembert ; VQ : Daniel Picard) : Charles II d'Angleterre
- Tom Wilkinson (VF : Pierre Santini ; VQ : Claude Préfontaine) : Betterton
- Zoë Tapper (VF : Barbara Tissier ; VQ : Violette Chauveau) : Nell Gwynn
- Richard Griffiths (VF : Jean-Pierre Moulin ; VQ : Hubert Gagnon) : Sir Charles Sedley
- Hugh Bonneville (VF : Michel Papineschi ; VQ : Denis Mercier) : Samuel Pepys
- Ben Chaplin (VF : Gabriel Le Doze ; VQ : Pierre Auger) : George Villiers, le Duc de Buckingham
- Edward Fox (VF : Jacques Brunet) : Edward Hyde, le Comte de Clarendon
- Alice Eve (VF : Laëtitia Godès ; VQ : Anne Dorval) : Miss Frayne
- Stephen Marcus : Thomas Cockerell Notes et références
- Fenella Woolgar : Lady Meresvale

1. ↑  « Fiche du film » sur Cinoche, consulté le 10 décembre 2014.
2. ↑  « Fiche du doublage québécois du film » sur Doublage Québec, consulté le 10 décembre 2014.